# Pfalzi örökösödési háború
A pfalzi örökösödési háború (1688–1697), más neveken az augsburgi liga háborúja, a Nagy Szövetség háborúja vagy kilencéves háború 1688-ban robbant ki, amikor XIV. Lajos francia király magának követelte elhunyt sógora, II. Károly pfalzi választófejedelem örökségét, és csapatokat küldött a Pfalzi Választófejedelemségbe. Franciaországgal szemben az augsburgi liga szövetsége vonult fel, amelyet 1685-ben a Német-római Birodalom és a Spanyol Királyság hozott létre, ehhez Bajorország, Brandenburg, a Pfalzi Választófejedelemség, Portugália, a Szász Választófejedelemség, Svédország, a Holland Köztársaság (az Egyesült Tartományok), majd 1689-ben Anglia és 1690-ben a Savoyai Hercegség is csatlakozott. (Brit történészek a háborúnak ezt a szakaszát Vilmos király háborújának is nevezik).
A fő hadműveletek a Rajna mentén, Pfalz és a Baden területén folytak, de a háború kiterjedt Spanyolországra, Észak-Itáliára, Írországra és az észak-amerikai gyarmatokra is. Az európai háborút főleg nagy ostromműveletek jellemezték (Philippsburg, Mainz, Mons, Namur, Charleroi, Barcelona), ritkán került sor nagy nyílt ütközetekre (fleurusi és marsagliai csata). 1696-ra a hadviselő felek kimerültek, és 1697-ben megkötötték a ryswicki békeszerződést, amelyben Franciaország megszerezte Elzászt és Strassburgot, de a többi hódításáról le kellett mondania. Az 1701-ben kitört spanyol örökösödési háború a pfalzi háború közvetlen folytatásának tekinthető.

## A háború előzményei
Franciaország győzelmesen került ki a devolúciós háborúból (1667–1668) és az ezt követő első francia–holland háborúból (1672–1678). XIV. Lajos, a „Napkirály” Nyugat-Európa leghatalmasabb uralkodójává vált, és további hódításokat tervezett. Az ún. „újraegyesítési háború” (1683–1684) során XIV. Lajos kiterjesztette és biztosította országának északi és keleti határait. 1684-ben, amikor megkezdődött a Szent Liga háborúja (1684–1699), XIV. Lajos nem akart csapatokat küldeni titkos szövetségese, az Oszmán Birodalom ellen, de a pápa kívánságára a regensburgi szerződésben 20 éves fegyvernyugvásra kötelezte magát Nyugat-Európában. 1685 októberében Lajos visszavonta a nantes-i ediktumot. A menekülésre kényszerülő hugenottákat a szomszédos protestáns államok fogadták be, akik elfordultak Franciaországtól, és Anglia szövetségét keresték. A Franciaországgal szomszédos német fejedelemségek veszélybe kerültek.
I. Károly Lajos pfalzi választófejedelem (1617–1680), V. Frigyes pfalzi választófejedelem, a „téli király” (1596–1632) fia stabil politikai szövetséget kívánt kiépíteni hatalmas szomszédjával, a Francia Királysággal. Ennek érdekében leányát, Erzsébet Sarolta pfalzi hercegnőt (1652–1722), akit a német történelem Liselotte von der Pfalz néven ismer, még 1671-ben feleségül adta Fülöp orléans-i herceghez (1640–1701), XIV. Lajos francia király öccséhez, XIII. Lajos kisebbik fiához. A politikai érdekházasság azonban visszafelé „sült el”: 1685-ben, amikor I. Károly fia és utódja, II. Károly pfalzi választófejedelem (1651–1685) elhunyt, XIV. Lajos – sógornője, Erzsébet Sarolta tiltakozása ellenére – igényt támasztott a Pfalzi Választófejedelemségre (németül: Kurpfalz, franciául Palatinat du Rhin). A Napkirály önmagát jogellenesen Erzsébet Sarolta örökösének jelentette ki annak dacára, hogy a házassági szerződés megkötésekor lemondott minden ilyen irányú követeléséről. A pfalzi trón jogos örököse, a Wittelsbach-ház Düsseldorfban uralkodó, katolikus Pfalz-Neuburg ága visszautasította Lajos követelését.
A konfliktus másik forrása Köln választófejedelme, a Wittelsbach-házból származó, franciabarát Miksa Henrik kölni hercegérsek (1621–1688) öröksége volt, XIV. Lajos ugyanis saját birtokának tekintette a szomszédos kisállamot. Amikor a hercegérsek 1688 júniusában elhunyt, Lajos presszionálta a kölni székeskáptalan (Domkapitel) tagjait, hogy utódjául Wilhelm Egon von Fürstenberget (1629–1704), Strassburg franciabarát érsekét válasszák meg. I. Lipót német-római császár ezzel szemben Wittelsbach-házból való a József Kelemen bajor herceget (1671–1723), saját szövetségesének, II. Miksa Emánuel bajor választófejedelem testvéröccsét pártfogolta. Mivel egyik párt jelöltje sem tudta megszerezni a szükséges 2/3-os többséget, a döntést Rómára bízták. A franciaellenes érzelmű XI. Ince pápa 1688. augusztus 26-án a bajor József Kelement nevezte ki Köln hercegérsekévé. Fürstenberg azonban önmagát tekintette megválasztott választófejedelemnek, katonái megszállták Bonnt. Erre Lipót császár birodalmi csapatokat küldött a fejedelemségbe.

## Az augsburgi liga megalakítása
A Pfalzi Választófejedelemség megvédelmezésére I. Lipót német-római császár és II. Károly spanyol király és II. Viktor Amadé savoyai herceg már 1686-ban létrehozta az augsburgi ligát. A franciaellenes katonai koalícióhoz csatlakoztak más olyan uralkodók is, akik érdekeit sértette Franciaország erőszakos terjeszkedése: Pfalz mellett a Bajor, a Brandenburgi és a Szász Választófejedelemség, továbbá Portugália, Svédország és a Holland Köztársaság tartományainak szövetsége. III. (Orániai) Vilmos angol király (1650–1702) már a háború közben, 1689-ben csatlakozott a Ligához, amit ettől kezdve „Nagy Szövetségnek” (Grand(e) Alliance) is neveztek (Savoya hivatalosan és nyíltan 1690. október 24-én csatlakozott).
1688-ban a Szent Liga háborúja már a magyar Délvidéken folyt. Szeptember elején II. Miksa Emánuel bajor választófejedelem elfoglalta Nándorfehérvárt, Szendrőt és Galambócot. XIV. Lajost aggasztotta a császári hadak gyors térnyerése. Felmondta az 1684-es fegyverszüneti szerződést, csapataival még szeptemberben bevonult a Pfalzi Választófejedelemségbe, és birtokba vette a Rajnától nyugatra fekvő német területeket. A hadjáratot jól időzítette, hiszen a Habsburg Birodalom katonai erejének jelentős részét Magyarországon kötötte le. A Liga csak megkésve üzent hadat.

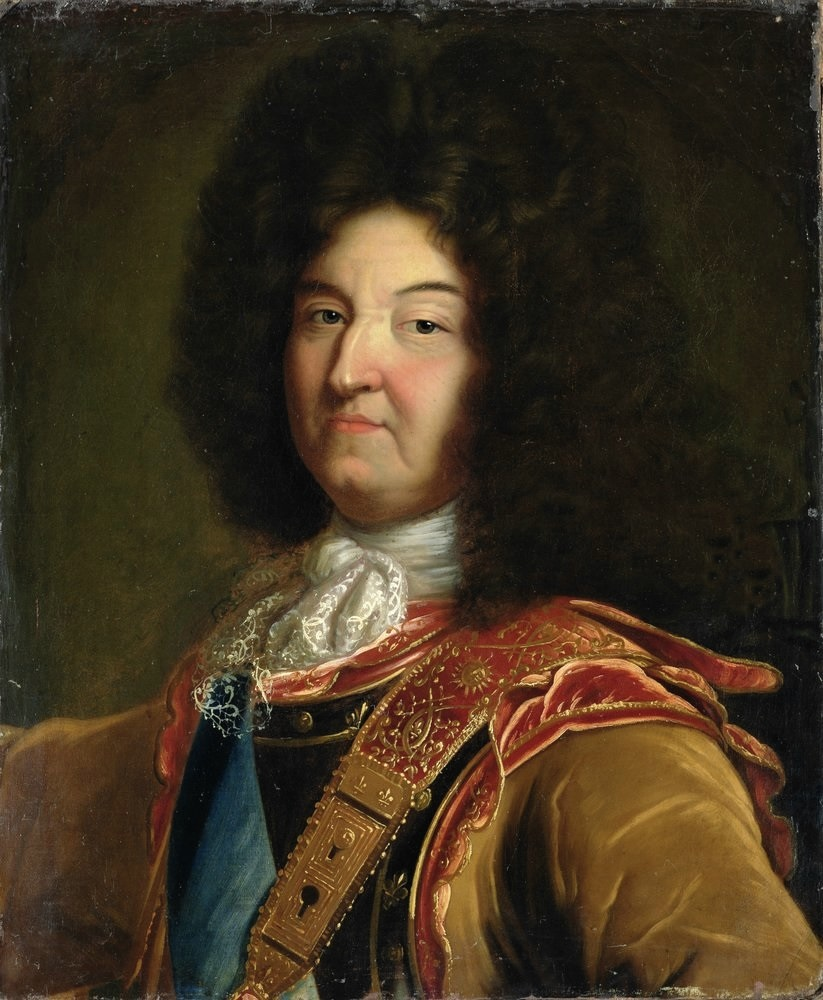
XIV. Lajos király
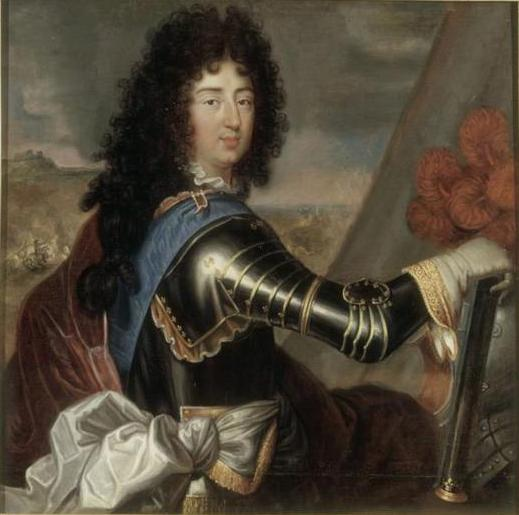
(I.) Fülöp orléans-i herceg
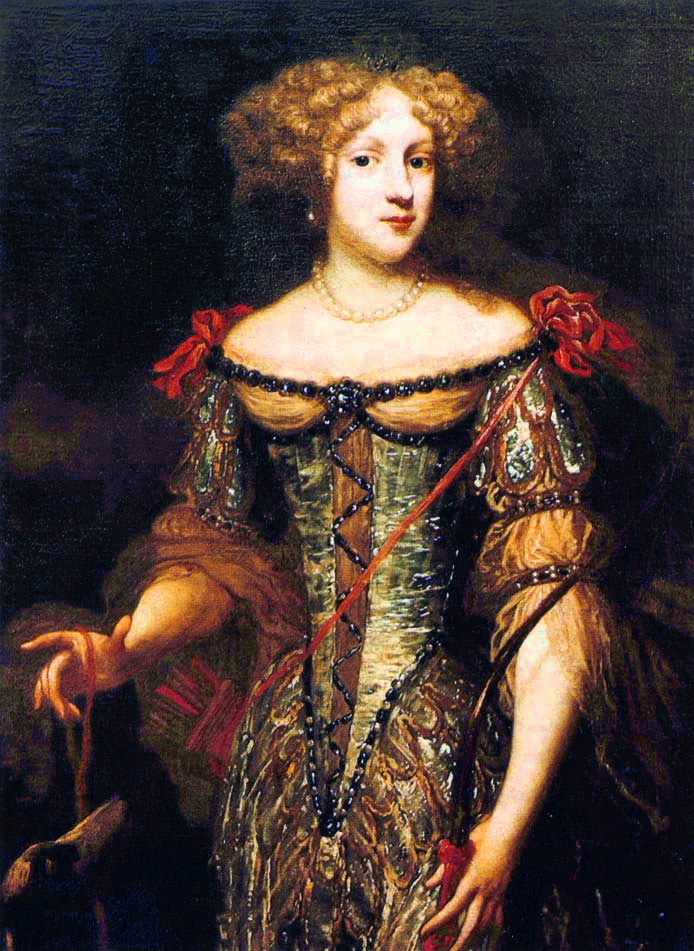
Erzsébet Sarolta (Liselotte) pfalzi hercegnő
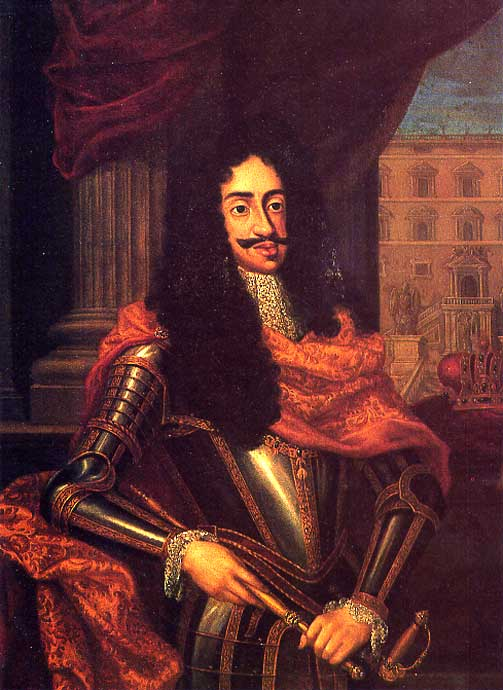
I. Lipót császár

## A háború lefolyása

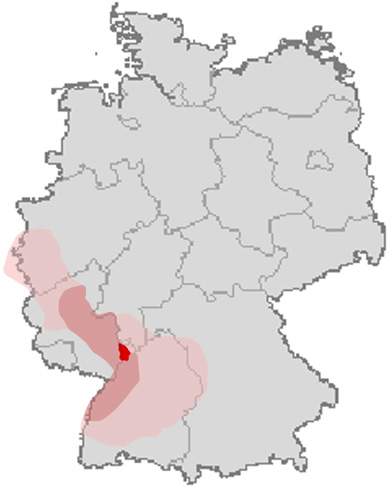
A rajna-vidéki hadműveletek helyszíne (a mai Németország térképén.

### A pfalzi francia offenzíva. Philippsburg és Mainz eleste
Az első nagyobb szabású hadművelet 1688. szeptember 27-én kezdődött, Philippsburg erődjének bekerítésével. Az erődöt egyetlen, főleg újoncokból álló császári ezred védte, Maximilian von Starhemberg tábornok parancsnoksága alatt. Mindössze 8 tisztjük volt, köztük a parancsnok unokaöccse, Reichard von Starhemberg alezredes. A 30 000 főnyi francia haderő főparancsnoka maga a trónörökös, Lajos királyi herceg (le Grand Dauphin, 1661–1711) volt, a várostromot Vauban márki, a hírneves hadmérnök–marsall irányította. A franciák 52 nehéz ostromágyút és 24 mozsárágyút vonultattak fel.
Az ostrom október 1-jén kezdődött. Október 10-én rohamot indítottak, de a védők erős tüzében elakadtak. A francia utászok a védők gyilkos tüze ellenére október 20-ra feltöltötték az erőd vizesárkát. A következő rohamnál elesett a külső erődvonal. Október 26-án Vauban marsall elrendelte a végső rohamot a központi erőd ellen. Október 30-án a kimerült védők szabad elvonulás fejében megadták magukat. November 1-jén Starhemberg 1500 emberrel és 6 ágyúval elhagyta az erődöt. A franciák sok hadianyagot zsákmányoltak. Az ostrom során mindkét oldalon kb. 600–600 katona esett el. Az Ulmba érkező Starhemberg grófot a bécsi Haditanács elé idézték, de a vizsgálat során tisztázta magát.
1688. október 15-én Louis-François de Boufflers marsall (1644–1711) 20 000 emberrel ostromgyűrűt vont a stratégiai fontosságú Mainz erődje köré. A nemrég korszerűsített és jelentősen megerősített erődrendszer hosszú ostromot is kiállt volna, de a pacifista Anselm hercegérsek (1622–1695) kapitulált. A „Birodalom kulcsa” csaknem egy évre francia kézre került.

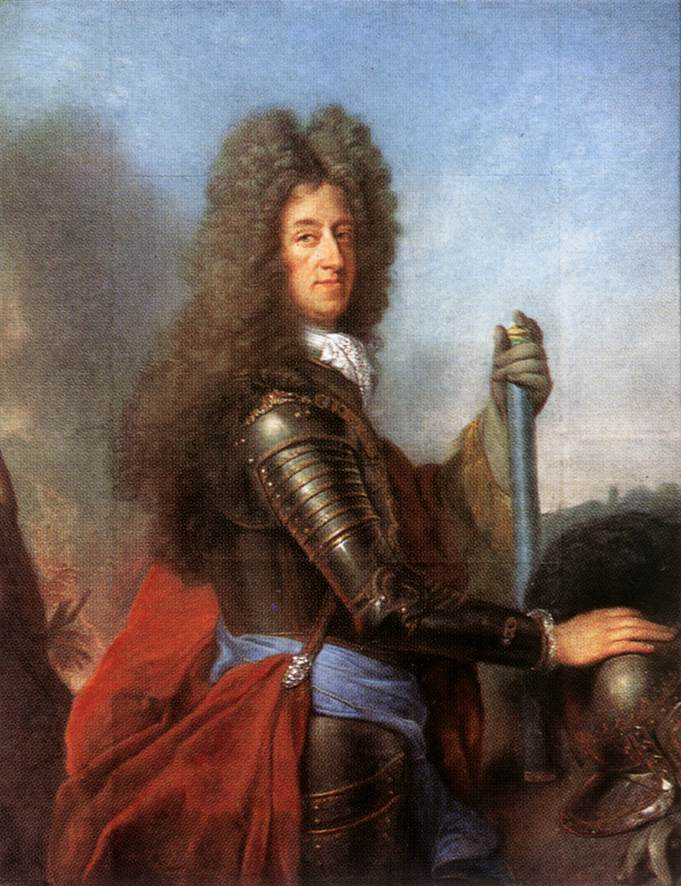
II. Miksa Emánuel bajor választófejedelem
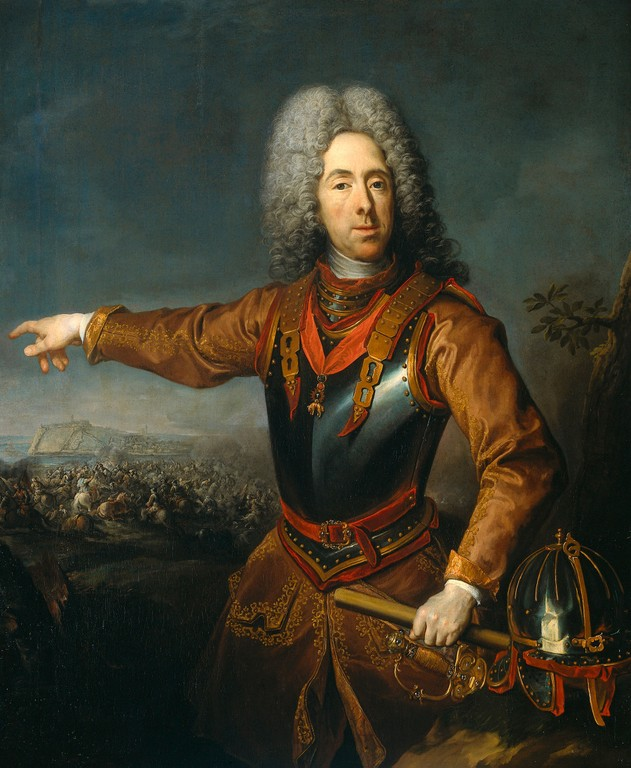
Savoyai Jenő herceg, altábornagy
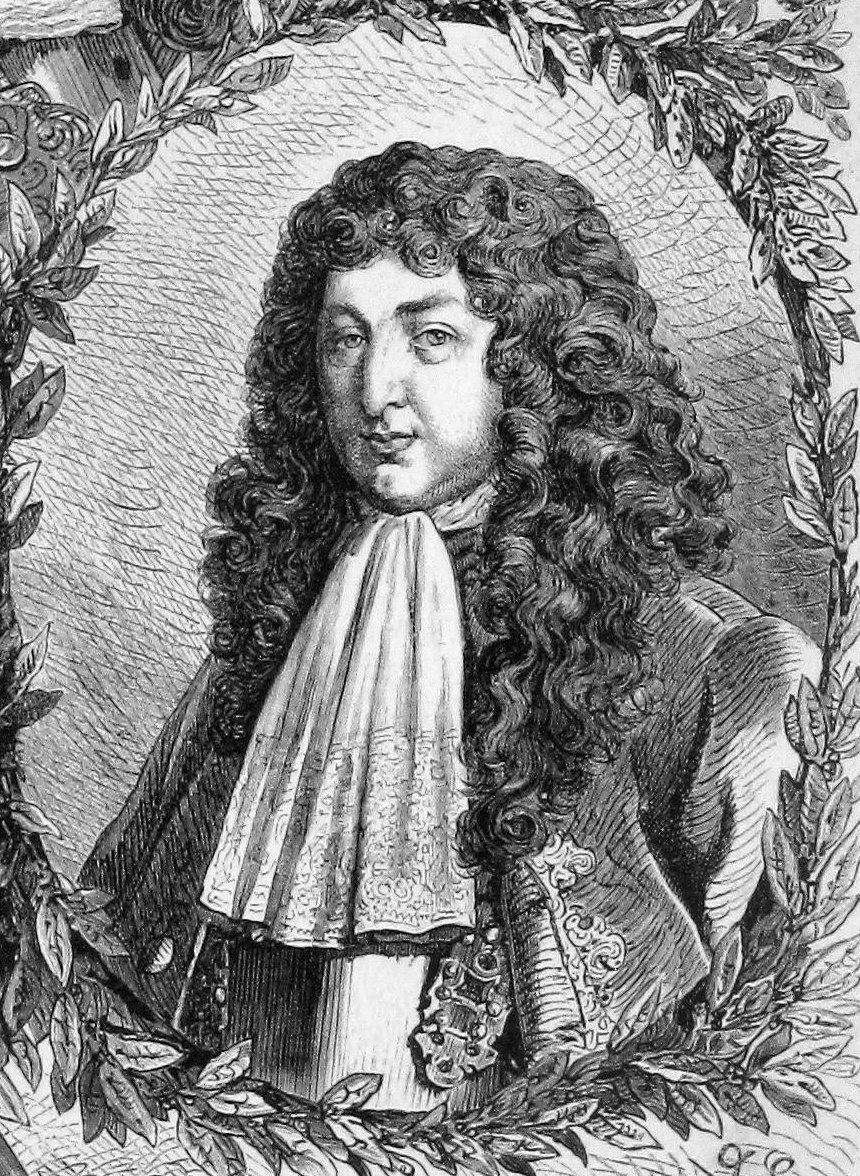
Lotaringiai Károly herceg
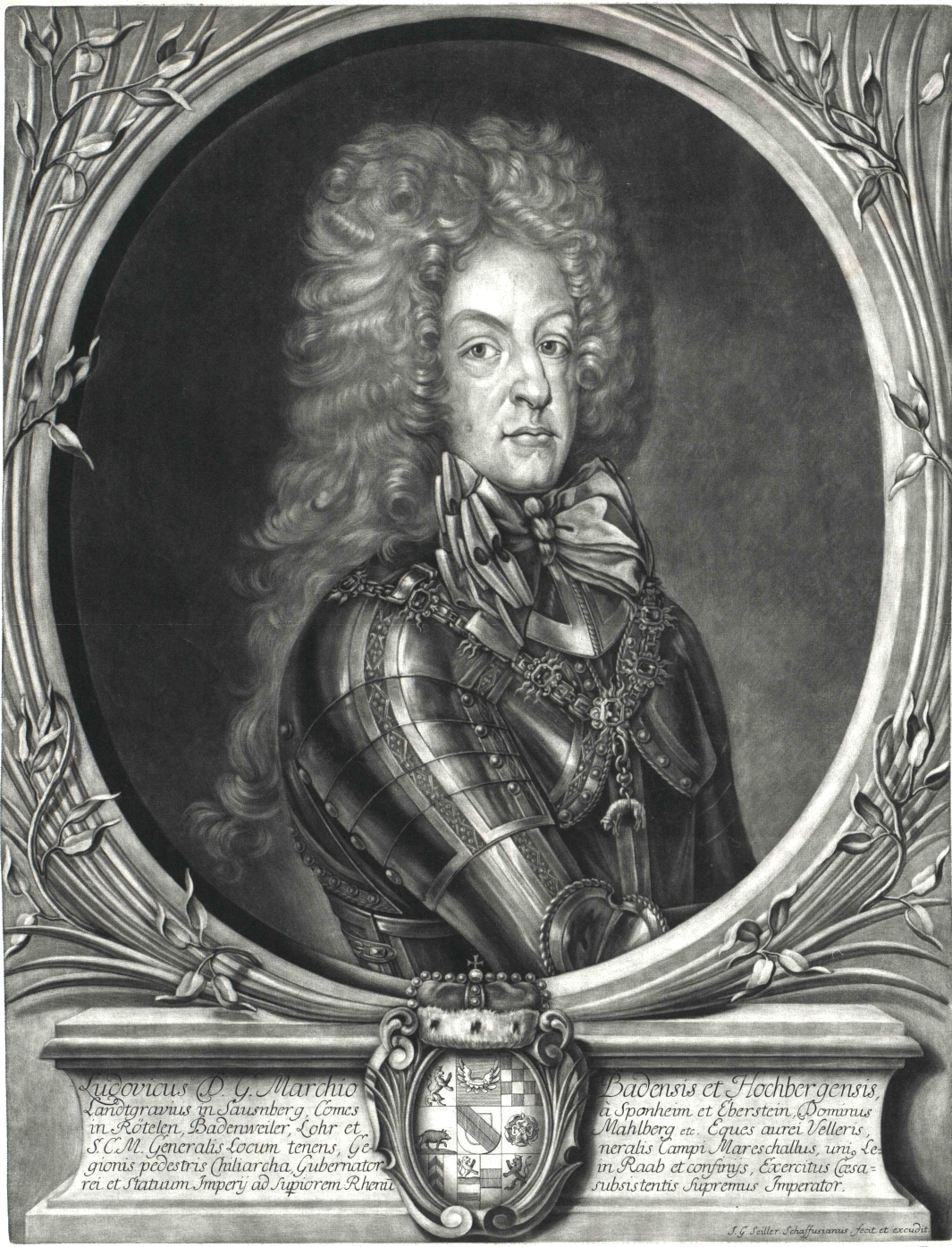
Badeni Lajos őrgróf
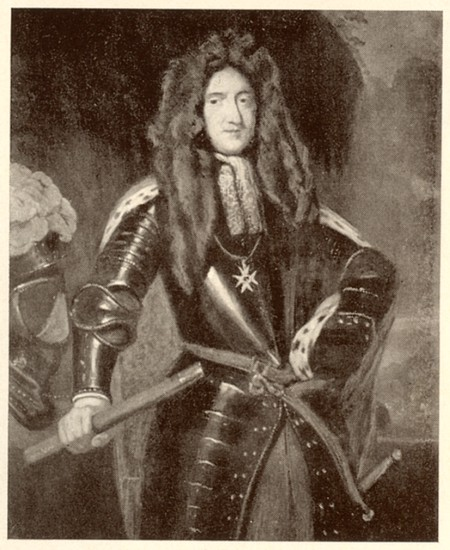
Waldeck hercege
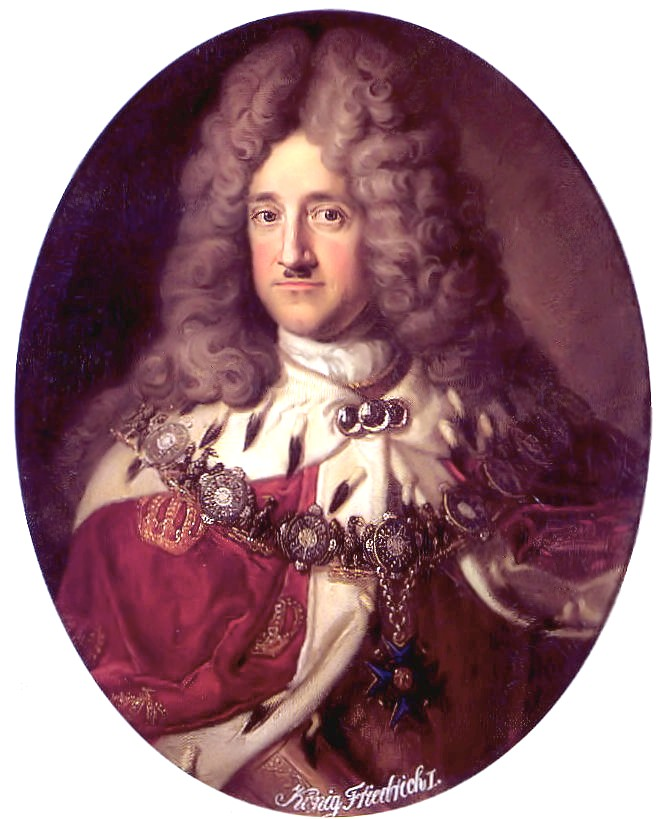
III. Frigyes brandenburgi választófejedelem
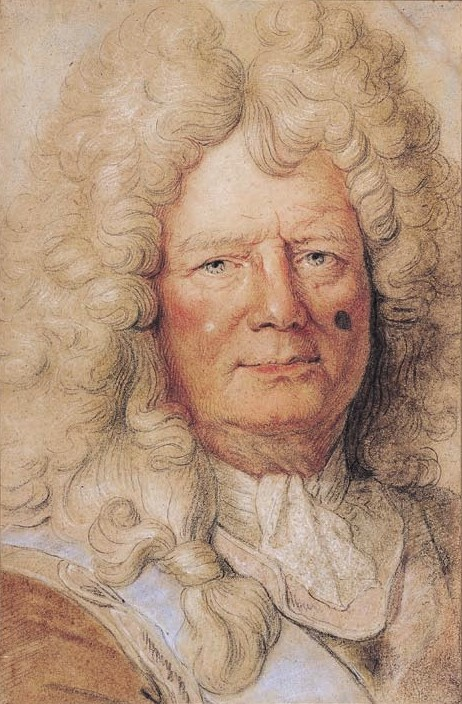
Vauban márki, marsall

### A Liga ellentámadása a Rajnánál
A francia támadás hírére I. Lipót császár azonnal birodalmi háborút (Reichskreig) hirdetett. 1689-ben Anglia és a Holland Egyesült Tartományok, 1690-ben Savoya is csatlakozott a Habsburgok által vezetett augsburgi ligához, ezzel megalakult a „Nagy Szövetség” (Große Allianz, Grand Alliance). A császár és a német fejedelmek 1689-re mintegy 100 000 főnyi haderőt vonultattak fel a Rajnához. Három hadtestet alakítottak III. Frigyes brandenburgi választófejedelem, Lotaringiai Károly herceg, és II. Miksa Emánuel bajor választófejedelem parancsnoksága alatt. Feladatuk Mainz visszafoglalása, a Svábföld és Baden megvédelmezése volt.
A franciák a „felperzselt föld” taktikáját alkalmazták: az útjukba eső pfalzi és badeni városokat kirabolták, lerombolták és felégették. Lotaringiai Károly ezért Maximilian von Starhemberg grófot 1689 májusában néhány ezreddel Koblenz védelmére rendelte. Május 25-én maga Lotaringiai Károly is megérkezett a frankfurti gyülekezőhelyre. A franciák felkészülve várták a császáriak támadását. A Majna torkolatát Mainz alatt elsüllyesztett hajókkal zárták el, hogy a császáriak ne kaphassanak utánpótlást vízi úton. A francia Rajna-hadsereg főparancsnoka, Durfort marsall, Duras hercege (1625–1704) 30 000 emberével Mainz mellett táborozott, hogy megakadályozza a császáriak átkelését a Rajnán.

### Mainz visszavívása
Lotaringiai Károly már május 30-án Mainzba indult, június 1-jén megtámadta és lerombolta a Rajna jobb (keleti) partján létesített francia hídfőállást (Mainz–Kastel). Június közepén a császáriak átkeltek a Rajnán, Lotaringiai Károly lovassága július 16-án, gyalogsága július 17-én ért Mainz alá. Miksa bajor választófejedelem saját csapatai, akiket a Felső-Rajnánál tartott a Svábföld és a Badeni Őrgrófság védelmében, csak július végén érkeztek be, Savoyai Jenő herceggel együtt. Augusztus 8-án a császáriak ostromtüzérsége megkezdte Mainz falainak rombolását. A védők gyakori kitörései ellenére az ostromlók augusztus 16-án elérték a falak alatti védőárkot.
Augusztus 30-án Duras marsall Philippsburgnál felmentő csapataival átkelni készül a Rajnán, emiatt Lotaringiai Károlynak csapatokat kellett elvonnia az ostromtól. Szeptember 5-én viszont minden készen állt, szeptember 6-án 10 000 emberrel megindították az általános rohamot. A katonákat parancsnokaik – köztük maga Miksa Emánuel választófejedelem is – személyesen vezették. Három órán át tartó véres küzdelemben elfoglalták a védműveket. A császáriak 2000, a bajorok 1500 embert veszítettek. Az ostrom során Starhemberg tábornok elesett, Savoyai Jenő ismét megsebesült, de Mainz francia védőserege szeptember 8-án kapitulált.

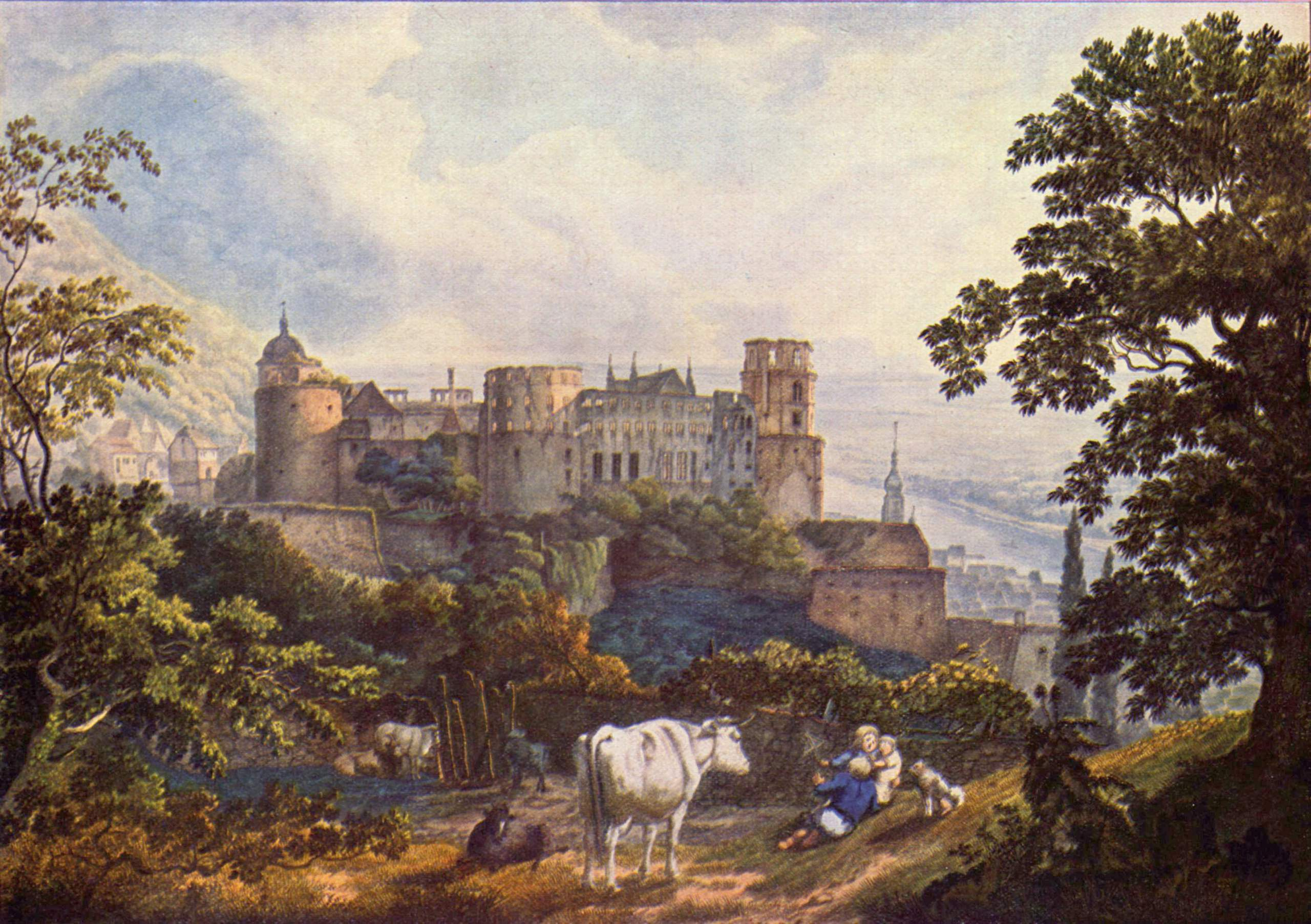
A francia csapatok által lerombolt heidelbergi várkastély (kép 1815-ből).

A visszavonuló francia csapatok stratégiai céllal felprédálták az útjukba eső német vidéket, hogy ne maradjanak védelmezhető támpontok, amelyek a (tervezett) újabb francia hadjáratot akadályozhatnák. (A megismételt rajnai francia hadjáratra 3 évvel később, 1692–93-ban került sor). A Pfalzi Választófejedelemségben, a Trieri Érsekségben és a Badeni Őrgrófságban elpusztított városok, lerombolt kastélyok és felégetett falvak sora jelezte Ezéchiel de Mélac tábornok vonuló csapatainak nyomát. Több várost többször is felprédáltak. Így pusztult el többek között Mannheim és Heidelberg. 1693-ban a francia tüzérség lerombolta és végleg lakhatatlanná tette a heidelbergi várkastélyt. 1689-ben elpusztították Speyer városát, vele a középkori katedrálist (Kaiserdom) és a Baden-Durlachi Őrgrófsághoz tartozó Staffort kastélyát.
A német államok területén folyó hadjáratban nyílt harctéri ütközetre nem is került sor. A francia csapatok arra törekedtek, hogy célzott pusztításokkal támadásra bírják ellenfeleiket. A Balkánon lekötött birodalmi haderő csak arra szorítkozhatott, hogy meggátolja a franciák mélyebb előrenyomulását Svábföld és Frankföld felé, támadó jellegű hadműveletet csak a Rajna bal partján hajtott végre.

### Írország
1688. június 20-án megszületett a Stuart-házból való II. Jakab angol király és Modenai Mária királyné (1658–1718) első fia. James Francis Edward walesi herceget anyja után katolikus hitre keresztelték. Az angolok tartottak egy katolikus király trónra kerülésétől, az Orániai-ház hívei a gyermeket törvénytelen származásúnak minősítették. Orániai Vilmos herceg, a németalföldi Egyesült Tartományok helytartója katonai intervenciót indított, hogy II. Jakab királyt a franciák elleni hadba lépésre kényszerítse. Az expedíciós haderő november 15-én szállt partra Devon grófságban. II. Jakab főhadparancsnoka, John Churchill (1650–1722), Marlborough első hercege nyomban átállt Orániai Vilmoshoz. Megbuktatták a Stuart-házi királyt, aki Franciaországba menekült. Helyére Orániai Vilmos lépett, akit 1689. április 21-én III. Vilmos néven Anglia és Írország királyává koronáztak. Az eseményt a brit történetírás „dicsőséges forradalom” névvel illeti.
A XIV. Lajos által támogatott II. Jakab 6000 emberével 1689 februárjában partra szállt Írországban. Április 3-án bevonult Dublinba. Május 11-én a Bantry-öbölben Châteaurenault altengernagy francia flottája elűzte az angol Hervert admirális flottáját, II. Jakab seregei mégsem tudták megakadályozni, hogy Schomberg tábornagy hadserege augusztusban partra ne szálljon Írországban. 1690. július 10-én a jakobiták és Lauzun francia tábornok erői döntő vereséget szenvedtek a boyne-i csatában. II. Jakab ismét Franciaországba menekült, október közepére az angolok elfoglalták egész Írországot.
1692-ben XIV. Lajos ismét megkísérelte, hogy II. Jakabot katonai segítséggel visszahelyezze Anglia trónjára. A szállítóhajók készen álltak 30 000 francia katona átszállítására La Manche-on. Május 28–június 2. között azonban két nagyobb tengeri ütközetre került sor. Barfleurnél és La Hougue-nál a brit flotta győzelmei meggyengítették a francia hadiflottát, és lehetetlenné tették az inváziót. A jakobiták ügye elbukott, II. Jakab katonái más hadviselő államok zsoldosaiként harcoltak tovább Anglia ellen.

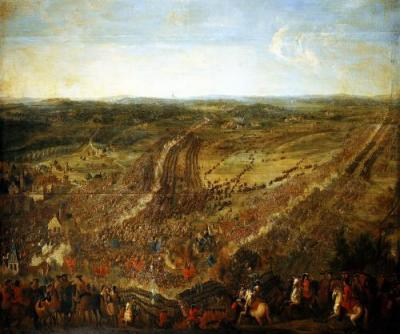
A fleurusi csata, 1690. július 1.

### Németalföld
1689 februárjában elhunyt Orléans-i Mária Lujza spanyol királyné, II. Károly király első felesége, XIV. Lajos unokahúga. A megözvegyült II. Károly augusztusban Mária Anna pfalz-neuburgi hercegnőt (1667–1740), Fülöp Vilmos pfalzi választófejedelem leányát, Eleonóra császárné húgát, I. Lipót császár sógornőjét vette feleségül. A császári család nyomására II. Károly szövetségi szerződést kötött a németalföldi Egyesült Tartományokkal, és hozzájárult, hogy császári csapatok igénybe vegyék Spanyol-Németalföld erődítményeit. Ezzel kihívta XIV. Lajos haragját, aki 1690. április 15-én hadat üzent Spanyolországnak. A Luxembourg herceg, marsall által vezetett francia csapatok benyomultak Németalföldre. A velük szemben felvonult angol és holland hadsereg, valamint a több fejedelemségből, így Brandenburgból összegyűjtött német csapatok igyekeztek útjukat állni. A több éven át húzódó hadjárat valamennyi jelentős csatája francia győzelemmel végződött.
Az 1690. július 1-jén vívott fleurusi csatában Luxembourg hercege szétzúzta Waldeck herceg, tábornagy angol–holland szövetséges csapatait. A franciák 3000, a szövetségesek 9000 embert veszítettek. Luxembourg hercege olyan sok ellenséges lobogót zsákmányolt, hogy a párizsi nép elkeresztelte őt a „Notre Dame-i tapétásnak”.
Mons városát maga XIV. Lajos ostromolta meg, a város 1691. március 17-én elesett. Szeptember 18-án Luxembourg hercege Tournai közelében, a leuze-i csatában súlyos vereséget mért Waldeck herceg túlerőben lévő angol–holland erőire. 1692-ben Vauban marsall ostrommal bevette Namurt. 1692. augusztus 3-án Orániai Vilmos király a flandriai Steenkerke-nél rajtaütött Luxembourg herceg csapatain, a támadást azonban visszaverték. A steenkerkei (steinkirki) győzelemben részt vett a Luxembourg marsall mellé beosztott fiatal hercegi „aranycsapat” („troupe dorée”) is, amelynek tagja volt (II.) Fülöp orléans-i herceg, a későbbi régens, François Louis de Bourbon-Conti herceg, Louis-Joseph de Vendôme herceg, Henri de Guise-Lorraine, a későbbi d’Elbeuf herceg, és Louis-Charles de La Tour d’Auvergne, Turenne hercege. A sikert XIV. Lajos marsalli kinevezések sorával ismerte el.
1693. július 29-én Orániai Vilmos újabb támadást intézett Luxembourg magára maradt hadserege ellen. A véres neerwindeni csatában a holland–angol szövetségesek újabb súlyos vereséget szenvedtek. A francia csapatok 9000, a szövetséges erők 19 000 embert veszítettek.
A franciák sorozatos győzelmei ellenére a németalföldi hadjárat nem hozott döntő győzelmet. A szövetségesek hosszú ideig fékezni tudták a túlerőbe került francia csapatok térnyerését, nekik viszont sikerült mélyen benyomulniuk a Német-római Birodalom területére, és ott jelentős szövetséges erőket kötöttek le.

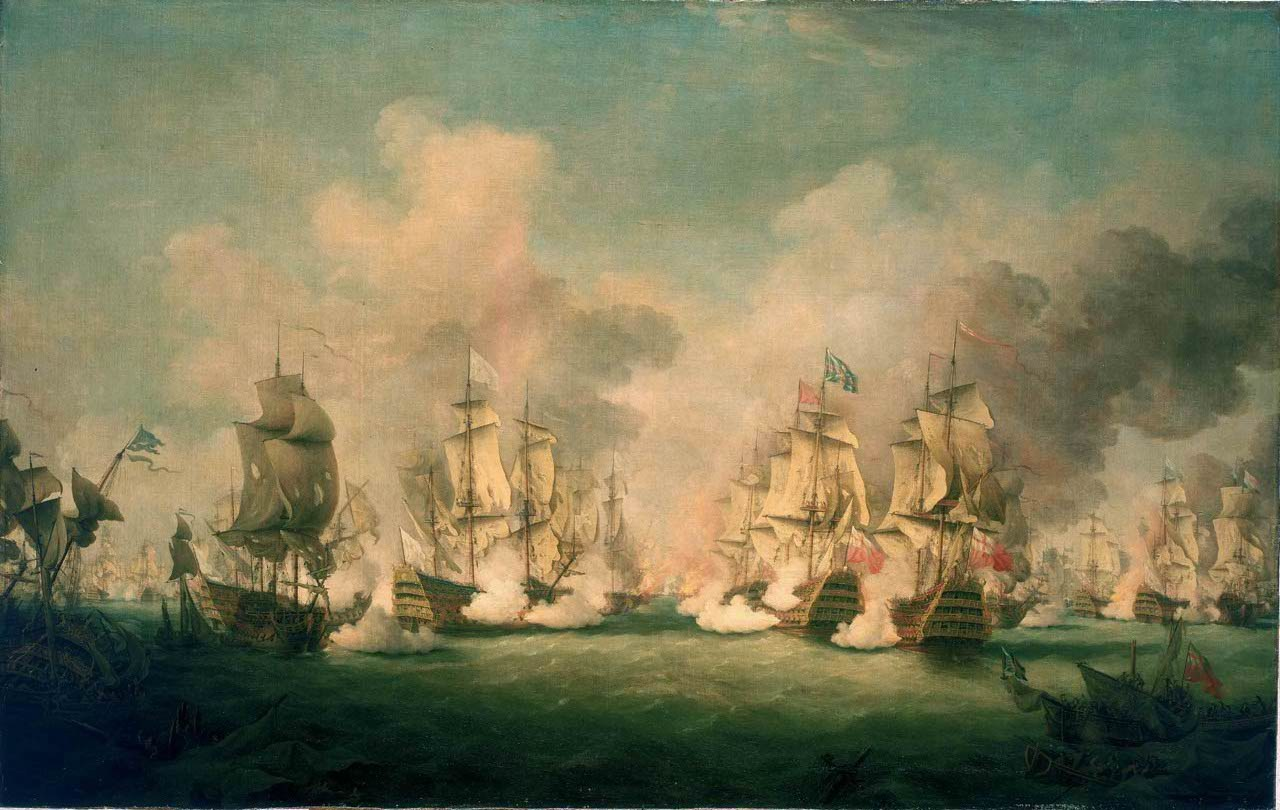
A barfleuri tengeri ütközet, 1692. május 29. (Richard Paton festménye).

### Háború a tengereken
Franciaország tengeri háborúja Anglia és a vele szövetséges Spanyolország és Németalföld ellen a La Manche csatornán jelentős francia győzelemmel indult. 1690. július 10-én a Beachy Head-i csatában Tourville tengernagy szétverte az egyesült angol–holland flottát.
1692-ben XIV. Lajos másodszor is megkísérelte visszasegíteni az angol trónra az elűzött II. Jakab királyt. Az Anglia ellen tervezett inváziót a francia flottának kellett biztosítania. Május 28-án Tourville tengernagy Barfleur előtt megtámadta a kétszeres túlerőben lévő angol–holland flottát. 12 órán át tartó harc és 2 francia hajó elvesztése után Tourville visszavonult. Csak Brestben vagy Saint-Malóban találhatott menedéket, mert a Cotentin félszigeten nem voltak parti erődítmények. 27 sérült hadihajó nem tudott megküzdeni a Blanchard-fok áramlataival, ezek a La Hougue öbölben rekedtek. Bellefonds tábornok, a szárazföldön operáló francia haderő parancsnoka elrendelte a sérült hajók partra vetését, az őket üldöző flotta lövetése helyett. A megfeneklett hajókat a június 2-án dereglyéken partra szállított angol különítmények felgyújtották. A katasztrofális veszteség az Anglia elleni invázió meghiúsulását és a jakobiták végleges vereségét jelentette. A kudarc XIV. Lajost ráébresztette súlyos tévedésére, amikor Vauban marsall ellenségeire hallgatva leállította Cherbourg erődítési munkáit. Nem hibáztatta Tourville-t, és azonnal elrendelte 2 új partvédő erődítmény építését a La Hogue öbölben.
A La Hougue-i katasztrófa után a francia admiralitás az angol mintájú kalóz-pátensek kiadását támogatta. A híressé vált francia kalózkapitányok: Jean Bart, Duguay-Trouin és társaik 1692–97 között összesen 4000 ellenséges hajót zsákmányoltak, biztosítva a francia városok élelmiszer-ellátását.
Tourville admirális 1693. június 27-én a dél-portugáliai Lagos előtt szétverte Sir George Rooke angol admirális angol–holland flottáját, elsüllyesztett vagy elfogott 83 ellenséges hajót, ezzel sikeresen megakadályozta az angol tengeri hatalom kiterjesztését a Földközi-tengerre. A tengerparti francia városok viszont ki voltak téve az angol–holland szövetség megtorló akcióknak. 1694. június 18-án a bresti erőd visszavert egy támadást, júliusban azonban angol és holland hajók egész napon át tartó ágyútüze elpusztította Dieppe városát, majd Le Havre-t vették tűz alá. A háború éveiben Dunkerque, Calais, Saint-Malo, Granville és Saint-Martin-de-Ré is szenvedett az angol–holland szövetség rajtaütéseitől.
Folytak hadműveletek Új-Fundlandon és a Nyugat-Indiákon (1697-ben a franciák elfoglalták a kolumbiai Cartagenát). Ezek a tengeri hadműveletek azonban kevés hatást gyakoroltak a nagy háború végső kimenetelére.

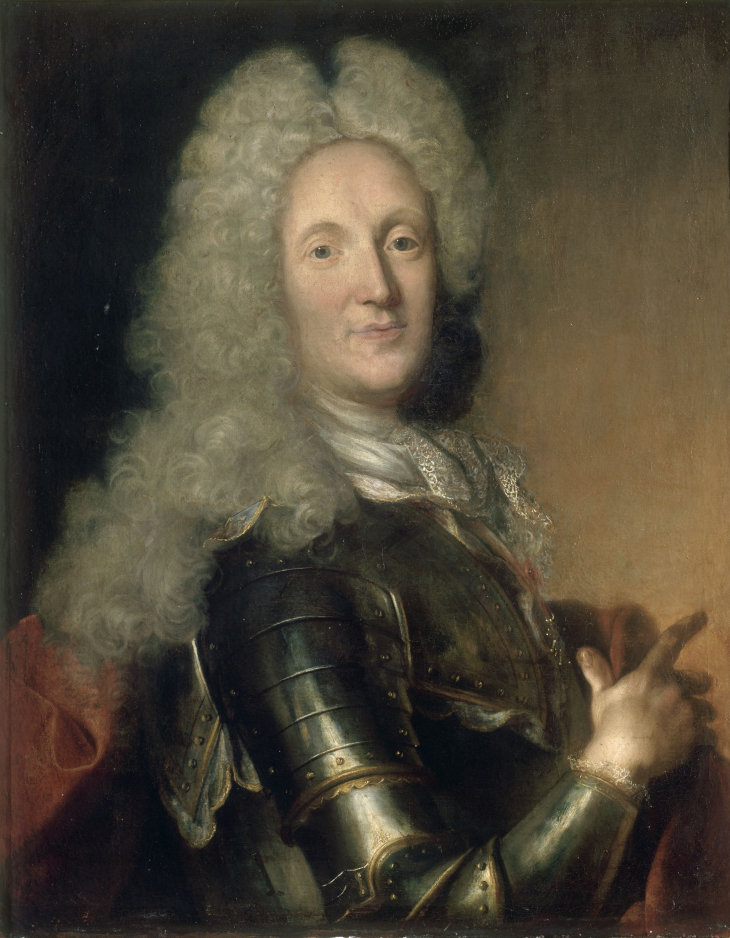
Nicolas de Catinat marsall
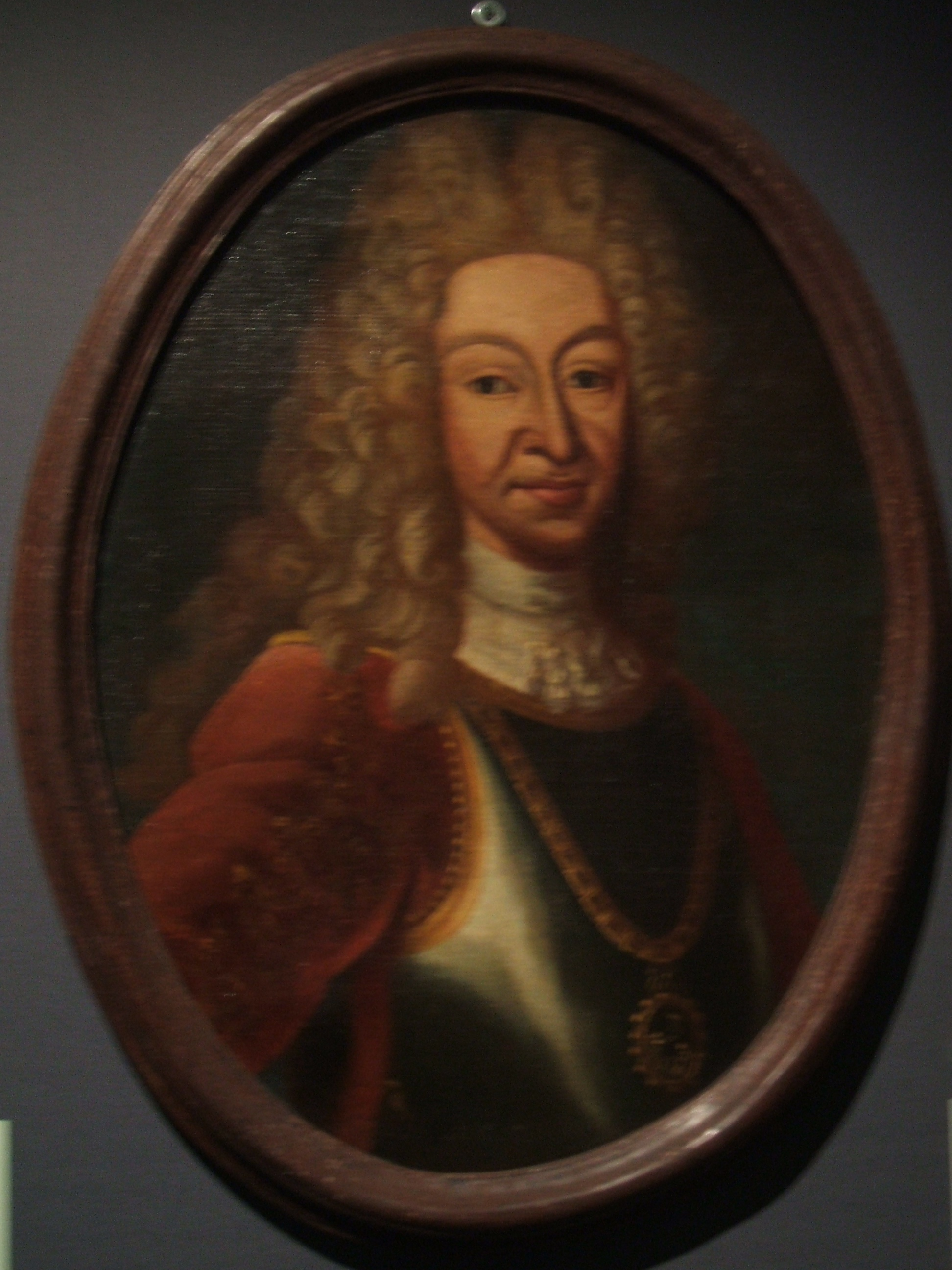
II. Viktor Amadé savoyai herceg
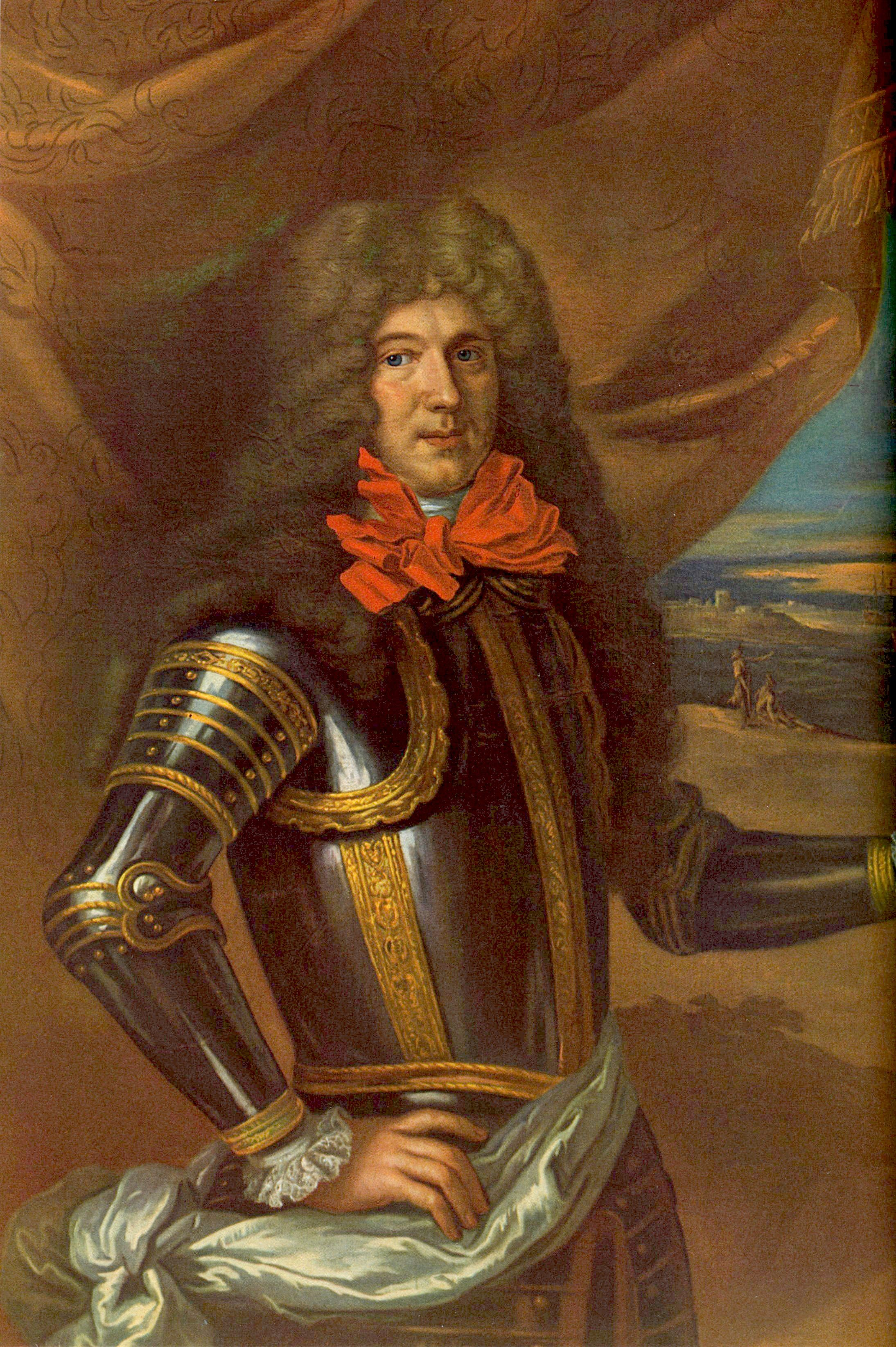
Tourville tengernagy
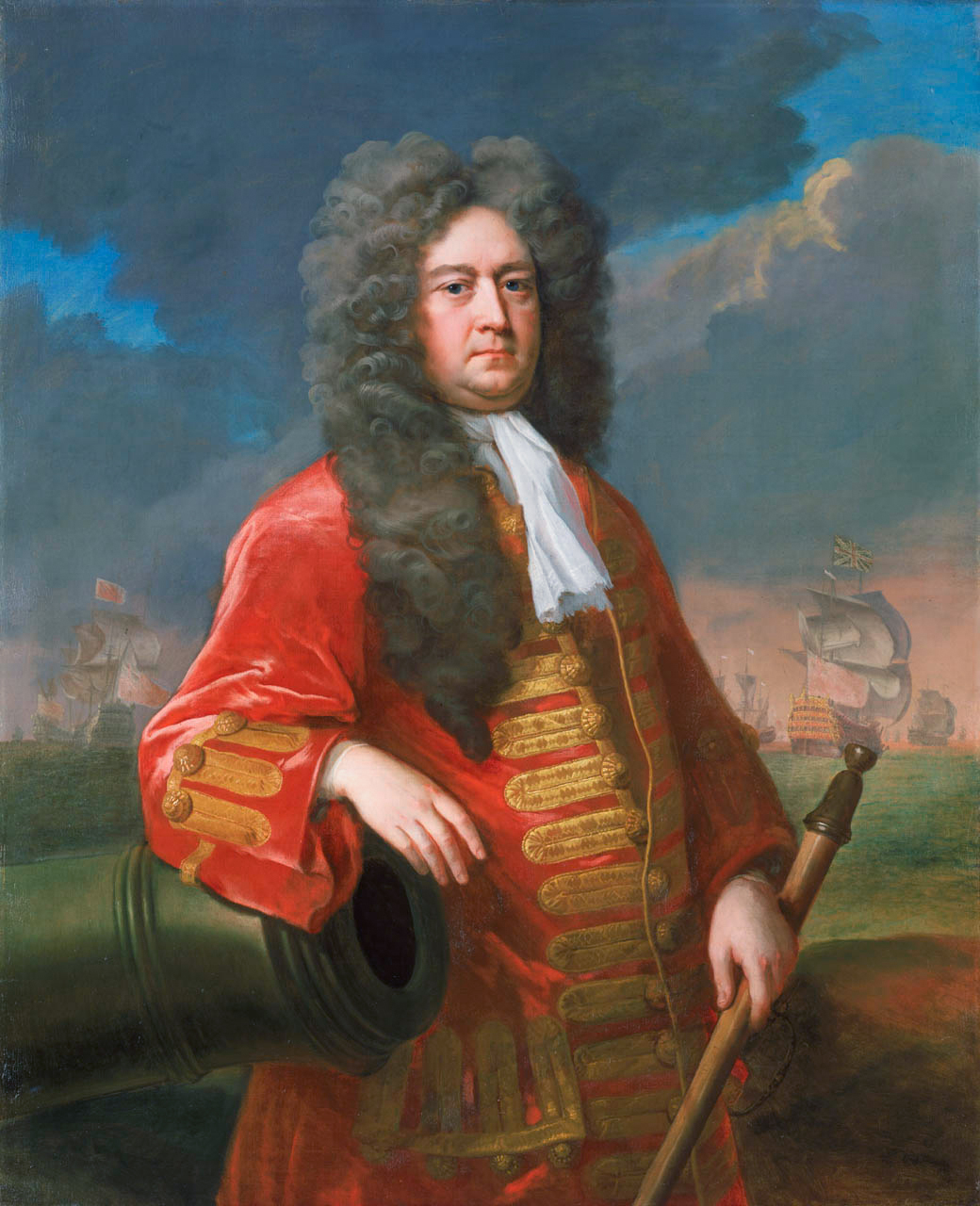
Sir George Rooke tengernagy

### Észak-Itália
A francia királyok már régóta igyekeztek kiterjeszteni hatalmukat Savoyára. II. Viktor Amadé savoyai herceg ezért csatlakozott a hűbérura, Lipót császár által szervezett augsburgi ligához. 1690-ben XIV. Lajos a torinói erőd átadását követelte, de Viktor Amadé ezt megtagadta. Francia csapatok vonultak be Savoyába. 1690. augusztus 18-án a véres staffardai csatában Catinat marsall súlyos vereséget mért a hercegi haderőre és Savoyai Jenő spanyol királyi csapataira. A franciák megszállták Savoyát és a Nizzai grófságot. A visszavonuló hercegi csapatok 1691-ben sikeresen visszaverték a Cuneót ostromló franciákat, és megvédték Piemontot, de a Milánó felé vonuló franciák végigpusztították az Aosta völgyét. 1693. október 4-én Torinó közelében, a marsagliai csatában ismét Catinat marsall győzött, és elfoglalta egész Piemontot. Viktor Amadé családjával Vercellibe menekült, és fegyverszünetet, majd 1696-ban Torinóban különbékét kötött XIV. Lajossal, ennek révén visszakapta birtokait. A következő békés éveket a herceg arra használta fel, hogy birtokain válogatott katonai alakulatokat állítson fel, készülve a következő összeütközésre Franciaországgal.

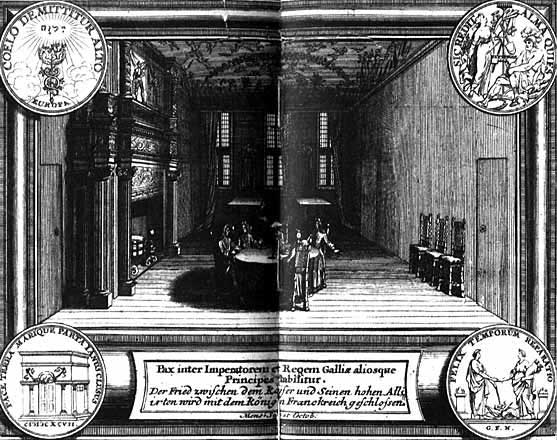
A ryswicki (rijswiki) béketárgyalások, 1697.

## A ryswicki békekötés
1696-ra mind Franciaország, mind a tengeri hatalmak (Anglia és a Holland Köztársaság) a pénzügyi összeomlás szélére kerültek, a Savoyai Hercegség pedig a torinói különbéke révén elhagyta szövetségeseit. Egyik fél sem tudott döntő győzelmet kicsikarni. A kimerült hadviselő felek Hága közelében tárgyalásokba kezdtek, és 1697 szeptemberében megkötötték a rijswijki (ryswicki) békeszerződést, amellyel lezárták a 9 éven át folyó háborút. XIV. Lajos végleg megszerezte Strassburg német birodalmi várost és csaknem az egész Elzász tartományt, amelyek máig Franciaországhoz tartoznak, továbbá a Saar-vidék egy részét (Saarelouis-ban azonnal hatalmas erődítményrendszer kiépítésébe kezdtek). XIV. Lajos megtarthatta a korábbi újraegyesítési háborúban (1683–1684) szerzett hódításait is. Viszont Luxemburgot és a Kurpfalzot vissza kellett adnia Spanyolországnak, és el kellett ismernie Orániai Vilmos herceget Anglia királyának. Spanyolország átengedte Franciaországnak a karib-tengeri Hispaniola sziget nyugati felét, azaz Haitit is. A kölni választófejedelmi székért folyó külön háború a szövetségesek javára dőlt el, katonai győzelmük nyomán a bajor József Kelemen foglalhatta el a kölni hercegérseki széket.

## A háború következményei
Elzász megszerzése ellenére XIV. Lajos elégedetlen volt, mivel eredeti területi követeléseinek nem tudott érvényt szerezni, és több, korábbi háborúban megalapozott igényéről is le kellett mondania. A romokban heverő francia államháztartás konszolidálására sem maradt ideje, mivel 1700 novemberében a Habsburg-házból való II. Károly spanyol király (1661–1700) örökös nélkül elhunyt, és a spanyol trón öröklése fölött ismét összeütköztek I. Lipót császár és XIV. Lajos érdekei. 1701-ben kitört Franciaország és a Nagy Szövetség újabb nagyhatalmi háborúja, a spanyol örökösödési háború.
Anglia (a későbbi Nagy-Britannia) az 1692-es La Hougue-i tengeri ütközetben lefektette tengeri hegemóniájának alapjait. Az ellenséges francia flottát a brit flotta szétverte, de a csatában Anglia aktuális szövetségesei, a hollandok is komoly veszteségeket szenvedtek, mindkét flotta meggyengült, ez Angliának kettős sikert jelentett.
A németországi hadjárat során a francia hadsereg az újkori hadviselésben addig szokatlan brutalitással lépett fel. A német történelmi munkák XIV. Lajos háborúit máig „rablóháborúk” gyűjtőnévvel jelölik. A városok és kastélyok tervszerű rommá lövetése, a termény elpusztítása, a polgári lakosság elleni erőszakos cselekmények és fosztogatások mélyen megülő franciagyűlöletet hagytak maguk után. Franciaország a német népek „ősellenségévé” vált, ez kihatott a 19.–20. századi német nacionalizmusra, és – más tényezők mellett – hozzájárult a későbbi német–francia háborúk könyörtelen hadviseléséhez.

## Lásd még
- A török kiűzése Magyarországról

## Külső hivatkozások
- Egyetemes történelem 1640–1789. Főiskolai Tematika, segédanyag, 2007/2008. tanév